# Сантандер, Федерико
Федерико Хавьер Сантандер Мерелес (исп. Federico Javier Santander Mereles; род. 4 июня 1991, Сан-Лоренсо, Парагвай) — парагвайский футболист, нападающий итальянского клуба «Реджина», на правах аренды выступает за клуб «Гуарани» (Асунсьон). Бывший игрок сборной Парагвая.

## Клубная карьера
Сантандер — выпускник молодёжной академии футбольного клуба «Гуарани». В составе молодёжной команды клуба, он стал выиграл международный турнир, проходивший в испанской Валенсии. После окончания соревнования к Федерико проявили интерес несколько европейских клубов, в частности итальянский «Милан». В 2008 году в возрасте 16 лет Сантандер дебютировал за основную команду в матче чемпионата Парагвая против «Такуари». В этом поединке Федерико открыл счет своим голам, поучаствовав в разгроме.
31 августа 2010 года Сантандер перешёл во французскую «Тулузу» на правах аренды. 11 сентября в матче против «Сент-Этьена» он дебютировал в Лиге 1. 28 ноября в поединке против «Осера» Федерико забил свой первый гол и помог команде добиться победы. В «Тулузе» Федрико провел сезон 2010/2011, приняв участие в 23 матчах и забив 5 мячей.
После возвращения из Франции Федерико провел удачный сезон Клаусуры 2011 в составе родного «Гуарани». Он занял четвёртое место в списке бомбардиров чемпионата, забив 10 мячей в 22 встречах. В начале 2012 года Сантандер снова отправился в аренду. Новой командой стал аргентинский клуб «Расинг» из города Авельянеда. 27 февраля в матче против «Банфилда» Федерико дебютировал в аргентинской Примере. После окончания аренды Сантандер вернулся в «Гуарани», но руководство клуба вновь приняло решение об аренде. Федерико перешёл в аргентинский «Тигре». 7 августа в поединке против «Эстудиантеса» он дебютировал за новую команду. 30 января 2013 года в ответном поединке Кубка Либертадорес против венесуэльского «Депортиво Ансоатеги» Сантандер забил свой первый гол и помог команде выйти в следующий раунд соревнований.
Летом 2013 года Федерико вернулся в «Гуарани». В 2015 году в розыгрыше Кубка Либертадорес Сантандер забил шесть в мячей в ворота перуанского «Спортинг Кристал», своего бывшего клуба «Расинг», эквадорского «Депортиво Тачира» и бразильского «Коринтианс».
Летом того же года он перешёл в датский «Копенгаген», подписав с клубом пятилетний контракт. 2 августа в матче против «Сённерйюск» Сантандер дебютировал в датской Суперлиге. Через три дня в поединке квалификации Лиги Европы против чешского клуба «Яблонец» он забил свой первый гол за «Копенгаген». 18 октября в матче против «Хобро» Федерико забил свой первый гол за команду в чемпионате. В своём дебютном сезоне Сантандер забил 14 мячей и помог клубу выиграть чемпионат, а также завоевать Кубок Дании. Летом 2016 года он помог команде выйти в основной этап чемпионской лиги, забив три мяча в ворота североирландского «Крусейдерс», румынской «Астры» и кипрского АПОЭЛа. 27 сентября в матче группового этапа Лиги чемпионов против бельгийского «Брюгге» Федерико забил мяч.
Летом 2018 года Сантандер перешёл в итальянскую Болонью. В матче против СПАЛа он дебютировал в итальянской Серии A. В поединке против «Ромы» Федерико забил свой первый гол за «Болонью».

## Международная карьера
В 2009 году в составе молодёжной сборной Парагвая Сантандер поехал на молодёжный чемпионат Южной Америки. На турнире Федерико забил 4 мяча, отличившись в матчах против молодёжных команд Уругвая, Венесуэлы и дважды в поединке с Чили. В том же году Сантандер принял участие в Чемпионате Мира среди молодёжных команд в Египте. На турнире он сыграл в матчах против сборных Италии, Египта, Тринидада и Тобаго и Южной Кореи. В поединке против египтян Федерико забил гол.
9 октября 2010 года в товарищеском матче против сборной Австралии Федерико дебютировал за сборную Парагвая. 4 июня 2011 года в поединке против сборной Боливии Сантандер забил свой первый мяч за национальную команду.

### Голы за сборную Парагвая
| #   | Дата        | Место                            | Противник | Счёт | Результат | Соревнование      |
| --- | ----------- | -------------------------------- | --------- | ---- | --------- | ----------------- |
| 01. | 4 июня 2011 | Санта-Крус-де-ла-Сьерра, Боливия | Боливия   | 0:2  | 0:2       | Товарищеский матч |

## Достижения
«Копенгаген»
- Чемпион Дании: 2015/16
- Обладатель Кубка Дании: 2015/16